# メドレーリレー
メドレーリレー（medley relay）は、広義には、各走者・各泳者の距離または走法・泳法が等しくない混合リレーの総称。
水泳競技では、競泳の種目の一つで、4人が同じ距離ずつ背泳ぎ→平泳ぎ→バタフライ→自由形の順でリレーしながら泳ぐ競技をいう。本項では水泳競技のメドレーリレーについて述べる。

## ルール
定められた距離を、第1泳者背泳ぎ、第2泳者平泳ぎ、第3泳者バタフライ、第4泳者自由形の順で泳ぐ。また、事前に提出したオーダーの通りに泳がねばならない。この場合の自由形は背泳ぎ、平泳ぎ、バタフライ以外の泳法でなければならない。

### スタート・引き継ぎ
第1泳者のスタートは背泳ぎ競技のスタート方法と同じである。
審判長の笛の合図の後、背泳ぎの泳者が各コースに入水。専用のグリップに手をかけ、プールの壁に足をかける。背泳ぎのスタートと同じく、出発合図員の「 Take your marks... 」で、体を壁にひきつけ構えた後は、出発合図まで静止しなければならない。出発合図の前にスタートの動作を起こした場合、失格となる。
第2泳者からは、前の泳者が壁にタッチした後に次の泳者の足がスタート台から離れればよいため、スタート台上で静止する必要はなく反動をつける動作などを行っても構わない。

### 泳法
それぞれの泳法の規則に従って泳ぐ。ただし自由形は背泳ぎ、平泳ぎ、バタフライ以外の泳法でなければならない。

### 記録
男子・女子のメドレーリレーでは、第1泳者（背泳ぎ）による途中時間は正式時間としてその記録は公認される。これは第1泳者以外の者によるチームの失格があっても認められる。他方、混合メドレーリレーでは公認されない。

## 混合メドレーリレー
男子2名、女子2名の計4名による競技。泳ぐ種目の順序は通常と同じ第1泳者背泳ぎ、第2泳者平泳ぎ、第3泳者バタフライ、第4泳者自由形の順。どの種目に男女を割り振るかチームの戦略が問われる。
オリンピックでも、2020年東京大会から混合400mメドレーリレーが新種目として採用される。